# 朝鮮人街道
朝鮮人街道（ちょうせんじんかいどう）は、近江国（滋賀県）に存在した近世の脇街道である彦根道（ひこねみち）、京道（きょうみち）および八幡道（はちまんみち）の異名である。中山道（上街道）との比較で下街道・浜街道、あるいは朝鮮人道、唐人街道などともいう。

## 街道の成立
東海道・中山道などの道と異なり、以前からあった農道などから比較的交通量が多い道を継ぎ足してできた道であるため、距離は約41.2 kmで同区間の中山道38.7 kmより長い。野洲宿（滋賀県野洲市行畑）で中山道から分岐し、琵琶湖沿いを八幡・安土・彦根を経由して、滋賀県彦根市鳥居本で再び中山道に合流した。
中山道が安土城下を経由しないため、織田信長が天正4年（1576年）に安土城を築いたときに岐阜城から安土城を経由して京都に向かう道として整備し、安土城築城後の天正5年（1577年）に城下に宛てた13ケ条の定書において「安土発展のため中山道ではなく、この街道を通ることが原則」とされ、安土落城後に同地を支配した豊臣秀次は八幡建設後町衆に対して同様の定めを公布し、この道の利用を奨励した。

## 将軍上洛
安土城築城以前に織田信長は、上洛に際して永禄11年9月22日（1568年10月12日）蒲生郡桑実寺より翌々日には守山に、元亀元年5月12日（1570年6月15日）に野洲郡守山（現守山市）より同郡永原（現野洲市）に入った記録があり、信長の天下布武において重要な役割を担った道であった。
慶長5年9月18日（1600年10月24日）、徳川家康が関ヶ原の戦いに勝利した後、佐和山より永原に至り上洛凱旋する際この道を通り、秀忠もこの道を用いて永原に逗留し軍が整うのを待ち上洛した。このため縁起が良い道と認識され、3代将軍家光も上洛する際はこの道を通り、この道に権威を持たせるために参勤交代の諸大名に通行禁止を命じた。以降将軍上洛の度に用いられ、沿道には永原（永原茶御殿）と神崎郡伊庭（現東近江市）に将軍休息所を設け、将軍専用の道とされ参勤交代での大名使用は認められていなかった。

## 朝鮮通信使

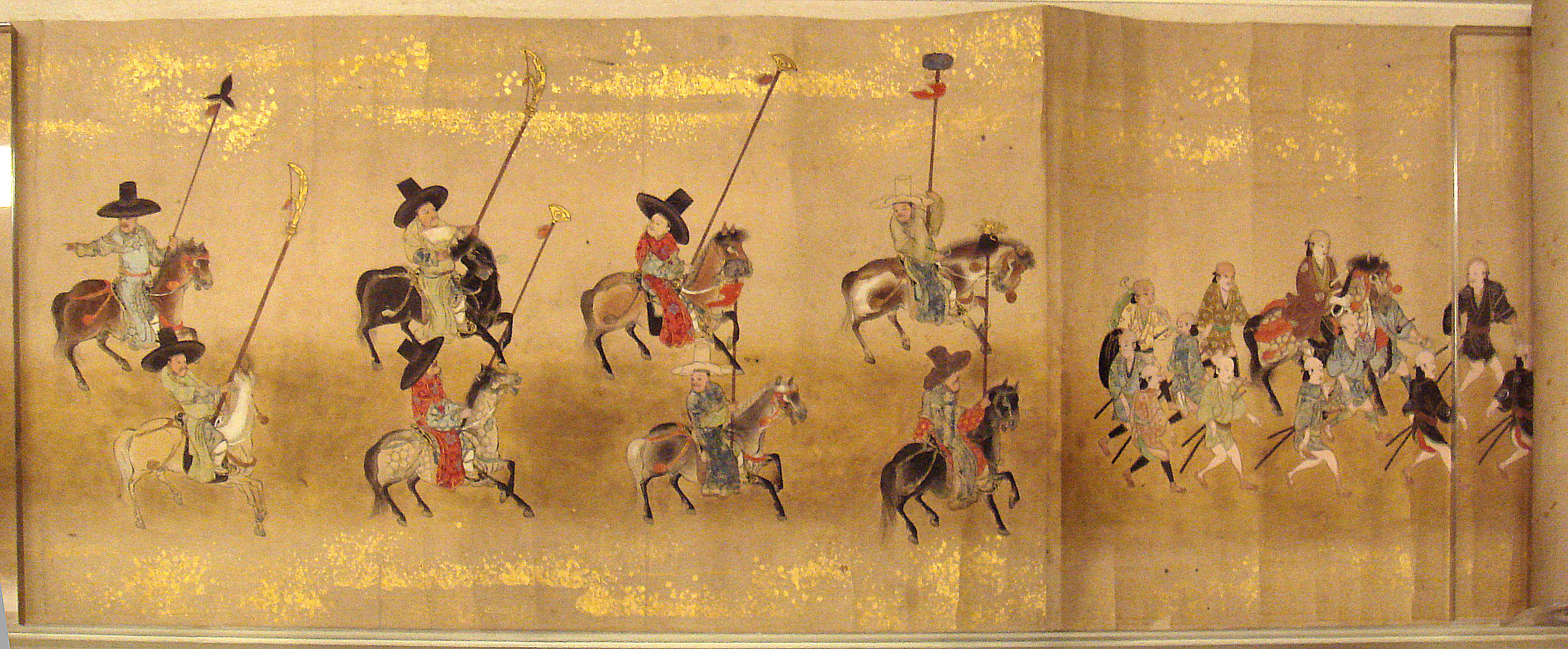
明暦度（1655年）の朝鮮通信使／大英博物館所蔵

将軍以外では唯一、李氏朝鮮から国書を携えて江戸に赴くために来日した朝鮮通信使の通行が認められていたため、この道は江戸前期から「朝鮮人街道」と通称されるようになった。
朝鮮通信使の通行は、慶長12年（1607年）から文化8年（1825年）前後12回におよび、1回から3回までの使節団は、対馬藩主宗氏による国書偽造に対する回答と、文禄・慶長の役で日本に拉致された朝鮮人の刷還（さっかん）を求めることを名目として派遣されたため、回答兼刷還使とよばれた。一行400人は守山に宿泊後、八幡の本願寺八幡別院（金台寺）にて昼食を取り彦根宗安寺に泊まり、翌朝鳥居本より中山道に入った。朝鮮通信使の利用は、豊臣秀吉による朝鮮の役後の朝鮮との国交断絶状態から、家康が朝鮮との修好をはかったものであることから、日朝友好と将軍就任慶賀使と言う使節の性格から優遇策が取られたと考えられている。
朝鮮通信使は多くの文化人を伴って訪れ、平均400人から500人にのぼった。その使節団には、日本の対馬藩主宗氏の家来が1000人から2000人規模で同行したので、総勢1550–2500人という参勤交代のような大行列となり、異国の風俗や衣装も珍しかったため、沿道は見物人であふれたといわれる。また通信使側でも日本の民衆との交流をはかるため、踊りや曲芸を披露したりもしたという。12回来日のうち10回は江戸まで赴いており、通信使一行をもてなすための費用に1回あたり100万両を費やしたといわれ、沿道の諸大名が費用負担した。
守山宿では寛永13年（1636年）以降、膳所藩主・石川忠総が御馳走役（世話役）となり、明暦元年（1655年）伊勢亀山藩に転封となった後も石川氏が御馳走役を務め、以降は代々の亀山藩主がこの役目を仰せつかった。享保4年（1719年）板倉重治が馳走役となった朝鮮通信使接待に係る詳細資料が亀山市歴史博物館にあり、それによると「三使（正使・副使・上使）、及び上上官士・学士・医師は東門院に、上官・次官は大光寺に、中官は九郎右衛門方、伴僧は浄土寺に、下官は常行寺・円光寺に、通史は守山宿の町人宅」に分宿した。東門院にほど近い宇野家（宇野宗佑元首相の実家）には、延享5年（1748年）の通信使随員であった徐慶元が、守山の郷士宇野春敷（宇野禮泉の父）に贈った漢詩六曲（宿泊のお礼と思われる）が小屏風に仕立てられ残っている。
守山の出先にある野洲川には通信使通行の際には新しい橋を野洲村（現野洲市）の人々が掛け替えることが倣いとされ、掛け替え負担の見返りとして通信使来訪年の税が一部免除された。中山道より分岐した後、近江八幡で昼食を取るが、三役や上上使官は本願寺八幡別院（金台寺）にて、他の随員は別院両側の民家に分かれた。近江八幡市資料館には通信使に提供された食器や一行に模した瓦人形、林子平が描いた『朝鮮八道図』、通信使関連の記録も多く記されている『八幡町記録帳』（明暦〜宝暦年間の記録）が所蔵されている。
彦根においては、三使・上上官は宗安寺に、中官は大信寺、下官は明性寺、伴僧等は善照寺・江国寺・長松院などに分宿した。江戸在勤中の藩主に代わり藩家老による接待の様子や、初期通信使において文禄・慶長の役での朝鮮人捕虜となった両班の女性が、故郷や家族の様子を通信使に尋ねに来たなどの記録が残されている。
なお彦根の宗安寺には「李朝高官の肖像」が、近江八幡の本願寺八幡別院には「副使の書」が残されている。

## 周辺の文化財
- 野洲市
  - 御上神社 - 本殿（国宝）、拝殿、楼門ほか（重要文化財）
  - 大笹原神社 - 本殿（国宝）
  - 円光寺 - 本堂、九重石塔、大行事神社本殿（重要文化財）
  - 生和神社 - 本殿、末社春日神社本殿（重要文化財）
  - 大岩山古墳群(史跡)
  - 福林寺跡磨崖仏
  - 永原薬師堂 - 薬師如来坐像（重要文化財）
  - 菅原神社 - 神門（県指定文化財）
  - 永原（茶）御殿跡（徳川家康〜家光までの将軍の宿泊所跡）
  - 春日神社 - 神門（重要文化財）
  - 来迎寺 - 聖観音立像（重要文化財）
- 近江八幡市
  - 長命寺 - 本堂、三重塔ほか（重要文化財）
  - 大日堂 - 大日如来坐像（重要文化財）
  - 小田神社 - 楼門（重要文化財）
  - 生蓮寺 - 阿弥陀如来坐像（重要文化財）
  - 願福寺 - 薬師如来坐像（重要文化財）
  - 願成就寺 - 十一面観音立像、地蔵菩薩立像（重要文化財）
  - 本願寺八幡別院（朝鮮通信使の休憩所）
  - 八幡山城跡（豊臣秀次の居城跡）
  - 日牟礼八幡宮 - 木造神像、安南渡海船額（重要文化財）
  - 八幡重要伝統的建造物群保存地区 - 西川家住宅（重要文化財）など
  - ヴォーリズ建築群
- 近江八幡市安土町
  - 浄厳院 - 本堂ほか（重要文化財）
  - 善徳寺 - 梵鐘（重要文化財）
  - 安土城趾（特別史跡）
  - 摠見寺 - 三重塔、仁王門ほか（重要文化財）
- 東近江市
  - 伊庭御殿跡（将軍上洛用の宿泊所）
- 彦根市
  - 彦根城跡（特別史跡） - 彦根城天守、附櫓及び多聞櫓（国宝）、天秤櫓、太鼓門及び続櫓、三重櫓及び続櫓、佐和口多聞櫓、馬屋（重要文化財）
  - 宗安寺 - 朝鮮通信使の宿泊所
  - 江国寺 - 寺の扁額が通信使によるもの
  - 佐和山城跡 - 石田三成の居城跡

## 現代
滋賀県道2号大津能登川長浜線が朝鮮人街道とほぼ並行し、一部重複している。新道開通による廃道化や鉄道建設による分断があり、当時の道を全線踏破することは不可能である。
現代に入って朝鮮人街道の知名度は低くなっていたが、1990年（平成2年）に滋賀県立彦根東高等学校新聞部が調査を行い、調査結果を同校の新聞に掲載した。特に能登川駅付近は鉄道開通後の市街地形成によって土地が大きく改変されており、現地調査やインタビューだけでなく古地図の調査によって正確な道筋が明らかになった。この調査は大きな反響を呼び、同校新聞部は韓国文化放送から取材を受けた。
その後、沿道の自治体も古道として宣伝するようになり、街道を辿れるよう案内が設けられるに至った。